# Радослав Василев
 Тази статия е за българския футболист.  За политика вижте Радослав Василев (политик).  
Радослав Василев (роден на 12 октомври 1990 г.) е български футболист, централен нападател, който играе за ОФК Костинброд.

## Кариера
Василев израства в школата на Славия (София). В края на 2007 г. е привлечен в академията на Рединг. През юли 2009 г. нападателят подписва първи професионален договор с английския клуб. През сезон 2009/10 обаче не изиграва нито един официален мач. През май 2010 г. договорът на Василев с Рединг е разтрогнат.
Месец по-късно той се завръща в България и подписва договор със Славия. Дебютира в А група на 21 август 2010 г. при победа с 2:0 като гост срещу Пирин (Благоевград). Бележи първия си гол в първенството на 18 септември 2011 г., когато вкарва победното попадение за успеха с 2:1 над Локомотив (София).
През есента на 2012 г. Василев е преотстъпен да се обиграва в Любимец 2007. През януари 2013 г. се завръща в Славия, а впоследствие се утвърждава като основен играч в атаката на „белите“.
През зимата на 2016 г., след дълготрайно лечение на контузия, довело до освобождаването му от Славия, е привлечен в отбора на Септември Сф, борещ се за промоция в Първа лига. Бележи първия си гол за новия си отбор в контрола срещу Миньор Пк, спечелена със 7:0, като се отличава и с асистенция.